# 매니토바늑대
매니토바늑대(Canis lupus griseoalbus) 또는 회색-하양 늑대는 회색늑대의 아종 중 하나로 캐나다 앨버타 주, 매니토바 주, 서스캐처원 주에 서식했던 늑대다. 이들은 허드슨만늑대보다는 개체수가 많았던 것으로 추정한다.

## 역사
19세기 초, 존 리차든슨이 처음으로 매니토바늑대를 발견하고 이 늑대에게 학명을 부여했다. 이 종 자체의 모피는 좋았고 20세기 초 지나친 사냥으로 야생에서 멸종했다. 그러나, 동물원 안에서 살아남은 종이 남아있었고 이들은 1995년 옐로스톤 국립공원 근처로 방사된다.